# 钾石盐
钾石盐（英語：Sylvite）是氯化钾（KCl）的天然矿物形式。它以立方晶系结晶中形成晶体，与石盐（NaCl）同构。与石盐相比，钾石盐带有明显的苦涩味。
钾石盐是最后从溶液中结晶出来的蒸发矿物之一，因此，它只存在于非常干燥的盐碱地区。它的主要用途是作为钾肥。

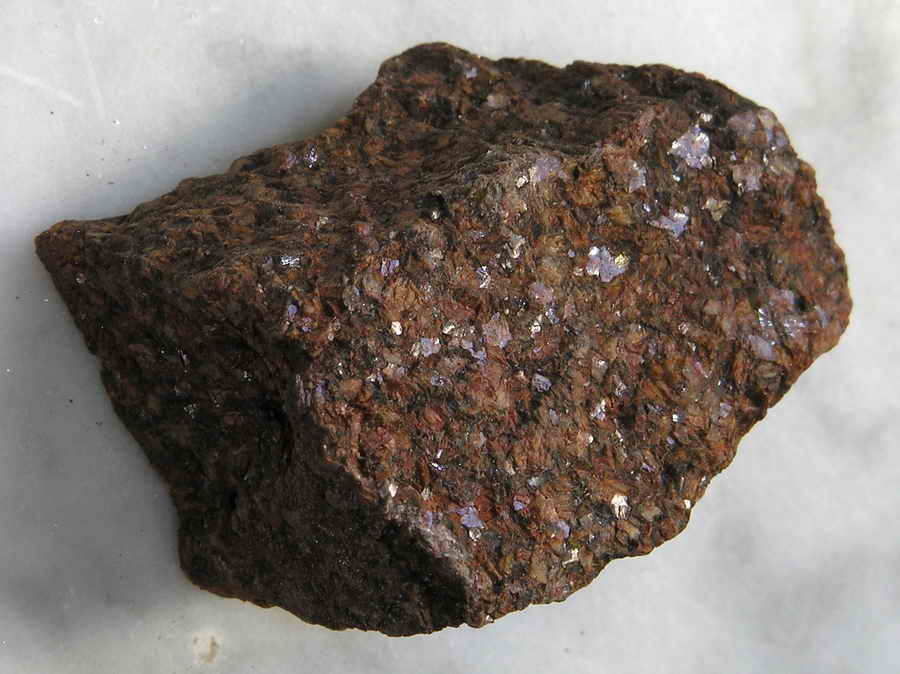
钾石盐

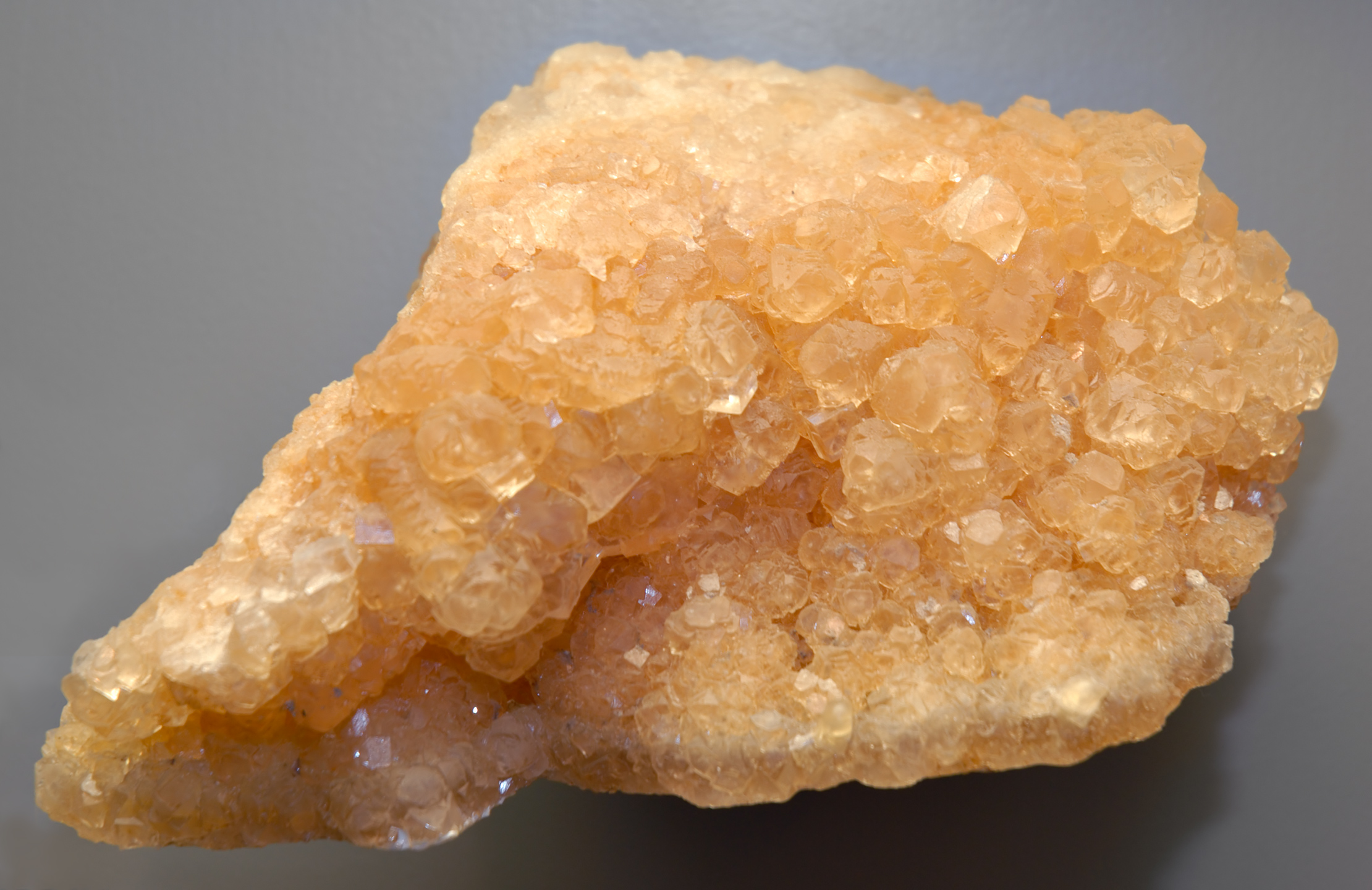
来自德国的钾石盐

钾石盐存在于世界各地的许多蒸发岩矿床中。大量层状沉积物出现在新墨西哥州和德克萨斯州西部以及美国的犹他州，但世界上最大的矿床位于加拿大萨斯喀彻温省，其大量矿床是由泥盆纪海道蒸发形成的。钾盐是萨斯喀彻温省的官方矿物。
钾盐于1832年在意大利那不勒斯附近的维苏威火山首次被描述，并以荷兰化学家François Sylvius de le Boe的名字命名。
钾石盐和萤石、石盐等用于光谱学分析中的载片和棱镜。